# Theo De Laender
Theodulus (Theo) Maria Josephus De Laender (Gent, 2 november 1906 - onbekend) was een Belgische atleet, die gespecialiseerd was in het kogelstoten. Hij werd tweemaal Belgisch kampioen.

## Biografie
De Laender werd in 1925 en 1927 Belgisch kampioen kogelstoten. Hij was net als zijn broer Arthur aangesloten bij AA Gent.

## Belgische kampioenschappen
| onderdeel   | jaar       |
| ----------- | ---------- |
| kogelstoten | 1925, 1927 |

## Palmares
kogelstoten
- 1925:  BK AC - 11,53 m
- 1927:  BK AC - 11,80 m